# 十二分教
十二分教（梵語：dvādaśānga-buddha-vacana，意譯爲“十二佛語”），又稱十二部經、十二分聖教（梵語：dvādaśāṅga-dharma-pravacana），佛教術語，對於佛教經典中其經文體裁、形式的一種分類法。說一切有部的論藏和大乘佛教通行十二分教。
十二分教源起於部派佛教時期，由九分教進一步發展而成，在不同部派的典籍中，其次序有些微不同的差異。

## 分類
十二分教是在九分教之外，再加上「因緣」、「譬喻」、「論議」三者，其項目如下：
| 梵語(IAST)  | 音譯           | 意譯         | 大毘婆沙論之解釋 |
| ----------- | -------------- | ------------ | --- |
|             | 修多羅         | 契經         | 謂諸經中散說文句，如說諸行無常、諸法無我、涅槃寂靜等。 |
|             | 祇夜           | 應頌、重頌   | 謂諸經中依前散說契經文句，後結為頌，而諷誦之，即結集文結集品（雜阿含·八眾誦）等。 如世尊告苾芻眾言：「我說知見，能盡諸漏。若無知見，能盡漏者，無有是處」。世尊散說此文句已，復結為頌，而諷誦言：「有知見盡漏，無知見不然，達蘊生滅時，心解脫煩惱」。 |
|             | 和伽羅那       | 記說、授記   | 謂諸經中諸弟子問如來記說，或如來問弟子記說，或弟子問弟子記說，化諸天等問記亦然。若諸經中四種問記、若記所證、所生處等。 |
|             | 伽他           | 諷頌、偈頌   | 謂諸經中結句諷頌彼彼所說，即麟頌（犀牛角經）等，如伽他言：「習近親愛與怨憎，便生貪欲及瞋恚，故諸智者俱遠避，獨處經行如麟角」。 |
|             | 優陀那、憂陀那 | 自說         | 謂諸經中因憂喜事世尊自說。 因喜事者，如佛一時見野象王，便自頌曰：「象王居曠野，放暢心無憂，智士處閑林，逍遙志恬寂」。因憂事者，如佛一時見老夫妻，便自頌曰：「少不修梵行，喪失聖財寶，今如二老鶴，共守一枯池」。                                      |
|             | 尼陀那         | 因緣         | 謂諸經中遇諸因緣而有所說，如義品（義足經）等種種因緣。如毘奈耶作如是說：「由善財子等最初犯罪，是故世尊集苾芻僧制立學處」。 |
|             | 阿波陀那       | 本起、譬喻   | 謂諸經中所說種種眾多譬喻，如長譬喻（長壽王本起經）、大譬喻（大本經）等；如大涅槃，持律者說。 |
| 、ityuktaka | 伊帝曰多伽     | 本事、如是語 | 謂諸經中宣說前際所見聞事，如說過去有大王，都名有香茅，王名善見。過去有佛名毘鉢，為諸弟子說如是法。過去有佛名為式企、毘濕縛浮、羯洛迦孫馱、羯諾迦牟尼、迦葉波，為諸弟子說如是法，如是等。                                                             |
|             | 闍多伽         | 本生         | 謂諸經中宣說過去所經生事，如熊鹿等諸本生經，如佛因提婆達多說五百本生事等。 |
|             | 毘佛略         | 方廣、方等   | 謂諸經中廣說種種甚深法義，如五三經(MN102)、梵網(DA21)、幻網(梵文DA18)、五蘊(cf. 法蘊論引《取蘊經》，引文對應SN22.27-28經）、六處(cf. 法蘊論引《六處經》，引文對應SN35.15-18經）、大因緣(MA97)等。脇尊者言：此中般若，說名方廣，事用大故。            |
|             | 阿浮達磨       | 稀法、未曾有 | 謂諸經中說三寶等甚希有事。有餘師說：諸弟子等讚歎世尊希有功德，如舍利子讚歎世尊無上功德，尊者慶喜讚歎世尊甚希有法。 |
|             | 優婆提舍       | 論議、廣演   | 謂諸經中決判黑說、大說等教。又如佛一時略說經已，便入靜室宴默多時。諸大聲聞共集一處，各以種種異文句義，解釋佛說。 |

## 相关内容
- 九分教

## 參閱
1. ↑  助憶歌訣：長行重頌並授記，孤起無問而自說，因緣譬喻及本事，本生方廣未曾有，論議共成十二部。
2. ↑  《雜阿含經·一一三八經》（說一切有部）：「佛告二比丘：汝等持我所說修多羅、祇夜、受記、伽陀、優陀那、尼陀那、阿波陀那、伊帝目多伽、闍多伽、毘富羅、阿浮多達摩、優波提舍等法。」（《大毘婆沙論》、《大智度論》、《大乘阿毘達磨集論》等皆是這次序）
3. ↑  
《中阿含經》（說一切有部）：「正經、歌詠、記說、偈他、因緣、撰錄udāna、本起avadāna、此說ityuktaka、生處、廣解vaipulya、未曾有法及說義upadeśa」

《出曜經》（說一切有部）：「契經、誦、記、偈、因緣、出曜udāna、成事avadāna、現法ityuktaka、生經、方等、未曾有法、義經upadeśa」
4. ↑  《四分律》（法藏部）：「佛告舍利弗：拘那含牟尼佛隨葉佛，不廣為諸弟子說法：契經、祇夜經、授記經、偈經、句經udāna、因緣經nidāna、本生經jātaka、善道經itivṛttaka、方等經、未曾有經、譬喻經avadāna、優波提舍經。」「如是生經、本經、善因緣經、方等經、未曾有經、譬喻經、優婆提舍經、句義經、法句經、波羅延經、雜難經、聖偈經，如是集為雜藏。」
《長阿含經》（法藏部）：「比丘！於十二部經自身作證，當廣流布，一曰貫經，二曰祇夜經，三曰受記經，四曰偈經，五曰法句經udāna，六曰相應經nidāna，七曰本緣經jātaka，八曰天本經itivṛttaka，九曰廣經，十曰未曾有經，十一曰譬喻經，十二曰大教經upadeśa」
5. ↑  《五分律》（化地部）：「舍利弗！拘樓孫佛、拘那含牟尼佛、迦葉佛，廣為弟子說法，無有疲厭所謂；修多羅、祇夜、受記、伽陀、憂陀那、尼陀那、育多伽婆ityuktaka、本生、毘富羅、未曾有、阿婆陀那、憂波提舍。」「自餘雜說今集為一部，名為雜藏。」

《根本說一切有部毘奈耶雜事》：「此法是何？所謂契經、應頌、記別、諷頌、自說、因緣、本事itivṛttaka、本生、方廣、希有、譬喻avadāna、論議」
6. ↑  《別譯雜阿含經113經》：「汝若解我所說修多羅、祇夜、授記、說偈、優陀那、尼陀那、伊帝目多伽itivṛttaka、本生、毘佛略、未曾有、優波提舍、本事avadāna是十二部」
7. ↑  《增壹阿含經放牛品第一經》（四諦品、禮三寶品、等法品、苦樂品亦有十二部，排序互有差異）：「於是，比丘於十二部經擇而行之，所謂契經、祇夜、授決、偈、因緣、本末udāna（參：增壹阿含經卷18：「四法本末」，《菩薩地持經》作「四憂檀那」，梵本作uddāna，指攝頌。可能由於音近，譯者將十二部的udāna當成了本末（uddāna）。）、方等、譬喻avadāna（一處作「合集」）、生經、說ityuktaka（或作「已說」，一處作「廣演」。參：大智度論：「結句言『我先許說者，今已說竟』」，是「如是語經」。）、廣普upadeśa（一處作「造頌」、一處作「頌」。參：增壹阿含經卷8：「沙門瞿曇今所說者，略說其要，未解廣義。唯願瞿曇廣普說義，使未解者解」）、未曾有法。」
8. ↑  《薩婆多部毘尼摩得勒伽》：「何以故名摩訶鏂波提舍？答：大清白說。聖人所說，依法故，不違法相故，弟子無畏故，斷伏非法故，攝受正法故，名摩訶鏂波提舍。與此相違，名迦盧（黑）鏂波提舍」
 《瑜伽論記》：「言黑說、大說者，即是惡說、善說……泰云無所稟承所發言說名為黑說，有稟承如從佛菩薩處聞說者名為大說。基云外道邪說及諸惡說名黑說，內道正說及諸善說名大說。」